# Munakari, Nystad
Munakari är en ö i Finland. Den ligger i Skärgårdshavet och i kommunen Nystad i den ekonomiska regionen  Nystadsregionen i landskapet Egentliga Finland, i den sydvästra delen av landet. Ön ligger omkring 61 kilometer nordväst om Åbo och omkring 210 kilometer väster om Helsingfors.
Öns area är 1,8 hektar och dess största längd är 270 meter i nord-sydlig riktning. Närmaste större samhälle är Nystad, 12,7 km nordost om Munakari.